# کهکشان آنمیک

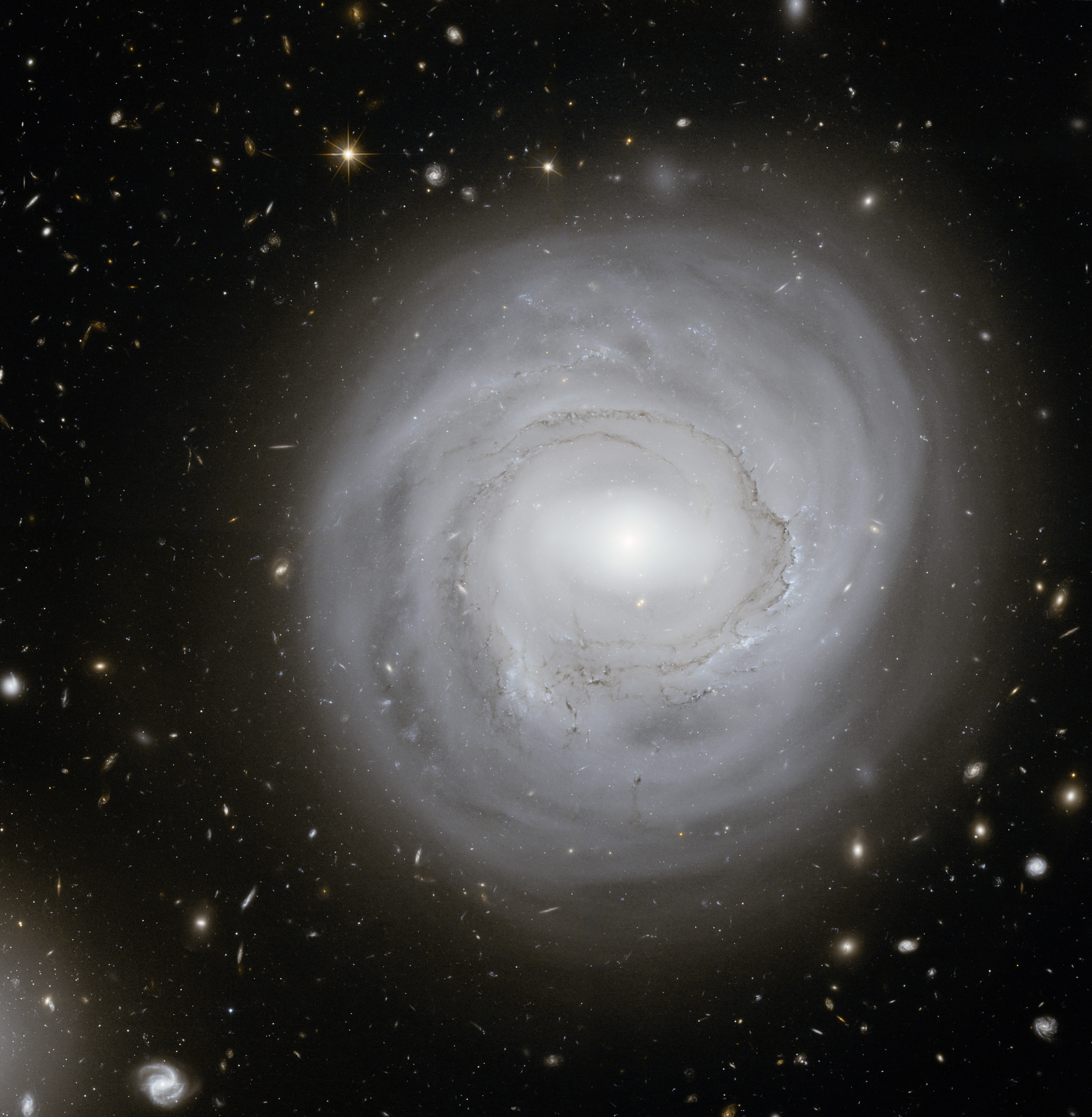
ان‌جی‌سی ۴۹۲۱، یکی از شاخص‌ترین کهکشان‌های مارپیچی آنمیک.

کهکشان آنمیک (انگلیسی: Anemic galaxy) نوعی کهکشان از دسته کهکشان‌های مارپیچی شکل هستند که به علت ضعیف بودن بازوهای آن تضادی اندک میان گردی و بازوهای آن مشاهده می‌شود.
واژه آنمیک را در سال ۱۹۷۶ میلادی منجمی کانادایی به نام سیدنی ون دن برگ به دلیل آنکه این نوع کهکشان‌ها در حدواسط کهکشان‌های مارپیچی و کهکشان‌های عدسی شکل قرار می‌گیرند، ابداع کرد.

## مشخصات
این کهکشان‌ها نه تنها دارای بازوهای ضعیف و کم نور هستند بلکه از لحاظ چگالی هیدروژن نیز دارای خط هیدروژنی ضعیف هستند (ماده بنیادین ستاره‌زایی) منطقه اچ ۲ که محل اصلی زایش ستارگان است در بازوهای این نوع کهکشان‌ها قرار دارد اما به علت ذکر شده (فقر هیدروژن) می‌توان به این نتیجه ساده دست یافت که توانایی زایش ستارگان جدید در این نوع کهکشان‌ها بسیار اندک است.
به صورت کلی نقاط قرمز رنگ موجود در کهکشان‌ها نشان دهندهٔ ستارگان پیر هستند و رنگ آبی نشان دهندهٔ جوانی اجرام و ستارگان موجود در آن کهکشان است. بر حسب این شرایط مذکور و از آنجایی که کهکشان‌های مارپیچی آنمیک توانایی اندکی در زایش ستارگان دارند، پیشتر تصور بر این بود که رنگ قرمز این نوع کهکشان‌ها نشان دهنده پیری اجرام آن است اما این مسئله به صورت عمده؛ نشان دهندهٔ وجود گازهای طبیعی در این نوع کهکشان‌ها است و دلیلی بر پیری این نوع کهکشان‌ها نیست.
یکی دیگر از ویژگی‌های این نوع کهکشان‌ها این است که اکثریت آنها به شکل کهکشان‌های خوشه‌ای هستند که همین مسئله یکی از دلایلی است که سبب ضعف در بازوهای این کهکشان‌ها شده‌است.

## نمونه
از شاخص‌ترین این نوع کهکشان‌ها می‌توان به ان‌جی‌سی ۴۹۲۱ واقع در خوشه کهکشانی کما و کهکشان مسیه ۹۰ واقع در خوشه دوشیزه اشاره کرد.